# دوت ليت
السبب وراء كتابة دوت ليا هي الحاجة لأداة قطرية للمحاضرة العملية (كانون الأول /1998) في المعلوماتية الحيوية في جمعية الكيمياء الحيويه.
ومنذ أخذ قرار تأسيس جميع الدروس العملية في الشبكة العالمية، كان هناك حاجة لبرنامج يعمل في محركات البحث.
ولم نتوصل إلى أي من تلك البرامج ،لذلك تم إنشاء الدوت ليت.
ورمز الدوت ليت متاح مجانا للمستخدمين الأكاديميين، والتوزيع